# Kolokol-1
Kolokol-1（俄语：Колокол，意为“钟”）是一种合成鸦片类药物，用作气溶胶失能剂。其具体的化学成分尚未被俄罗斯政府所披露。它在莫斯科歌剧院胁持事件中被使用，造成700多名人质中毒。

## 成分
最初推测它是一种芬太尼衍生物3-甲基芬太尼溶解在吸入麻醉剂（作为溶剂）中制成的。但随后对人质身着衣物和尿液的独立化验未发现芬太尼或3-甲基芬太尼，在这些样品里检出了另两种更加烈性，也更速效的药品：Carfentanil（卡芬太尼）和Remifentanil（雷米芬太尼）。